# Атланта Оупън
Атланта Оупън (на английски: Atlanta Open) е турнир по тенис за мъже, който се провежда в Атланта, САЩ на открити твърди кортове. 

## История
Атланта Оупън е известен също и като Атланта Тенис Чемпиъншип през първите си две години. След като подписва договор с BB&T като основен спонсор през 2012 г. През 2015 г. турнирът е придобит от GF Sports от неговите тогавашни собственици, USTA.

## Сингъл
| Година | Шампион                                       | Финалист                                      | Резултат                                      |
| ------ | --------------------------------------------- | --------------------------------------------- | --------------------------------------------- |
| 2024   | Йошихито Нишиока                              | Джордан Томпсън                               | 4 – 6, 7 – 6(7 – 2), 6 – 2                    |
| 2023   | Тейлър Фриц                                   | Александър Вукич                              | 7 – 5, 6 – 7(5 – 7), 6 – 4                    |
| 2022   | Алекс де Минор                                | Дженсън Бруксби                               | 6 – 3, 6 – 3                                  |
| 2021   | Джон Иснър                                    | Брандън Накаджима                             | 7 – 6(10 – 8), 7 – 5                          |
| 2020   | Турнирът на се провежда (пандемията КОВИД-19) | Турнирът на се провежда (пандемията КОВИД-19) | Турнирът на се провежда (пандемията КОВИД-19) |
| 2019   | Алекс де Минор                                | Тейлър Фриц                                   | 6 – 3, 7 – 6(7 – 2)                           |
| 2018   | Джон Иснър                                    | Райън Харисън                                 | 5 – 7, 6 – 3, 6 – 4                           |
| 2017   | Джон Иснър                                    | Райън Харисън                                 | 7 – 6(8 – 6), 7 – 6(9 – 7)                    |
| 2016   | Ник Кириос                                    | Джон Иснър                                    | 7 – 6(7 – 3), 7 – 6(7 – 4)                    |
| 2015   | Джон Иснър                                    | Маркос Багдатис                               | 6 – 3, 6 – 3                                  |
| 2014   | Джон Иснър                                    | Дуди Села                                     | 6 – 3, 6 – 4                                  |
| 2013   | Джон Иснър                                    | Кевин Андерсън                                | 6 – 7(3 – 7), 7 – 6(7 – 2), 7 – 6(7 – 2)      |
| 2012   | Анди Родик                                    | Жил Мюлер                                     | 1 – 6, 7 – 6(7 – 2), 6 – 2                    |
| 2011   | Марди Фиш                                     | Джон Иснър                                    | 3 – 6, 7 – 6(8 – 6), 6 – 2                    |
| 2010   | Марди Фиш                                     | Джон Иснър                                    | 4 – 6, 6 – 4, 7 – 6(7 – 4)                    |